# Sanseong-dong, Daejeon
Sanseong-dong (koreanska: 산성동) är en stadsdel i staden Daejeon i den centrala delen av Sydkorea, 145 km söder om huvudstaden Seoul. Den ligger i stadsdistriktet Jung-gu.
Stadsdelen består av tätbebyggelse i den nordligaste delen och för övrigt landsbygdsområden söder om Daejeons stadskärna.